# زبان ساختگی
زبان ساختگی (لوتَر، لوتَرا، لُتَر) به زبانهائی گفته می‌شود که از سوی اهالی یک زبان به روش قلب (یعنی پس و پیش کردن صداها مانند زبان مطربی)، افزودن (یعنی افزودن صدا مانند صدای «ز» در زبان زرگری یا صدای «ل» در زبان لامی و مانند آن) ، تغییر معنا (یعنی استفاده از یک واژه در معنای قراردادی دیگر مانند اغلب زبانهای صنفی) و حتی گاه برای تفنن و شاید ساده‌سازی (مانند زبان تلگرافی یا زبان رایانه‌ای) ساخته می‌شود و عمدتاً استفاده ارتباط بین گروهی، به خصوص در بین کودکان و نوجوانان یا ارتباط بین اهالی صنوف را دارد. برخی این زبان‌ها را جزو زبان‌های فراساخته قرار می‌دهند. در حالی که عده‌ای معتقدند اینها دو مقوله یِ متفاوت هستند. زبانهای فراساخته کاربرد وسیع و عمومی دارند در حالی که زبانهای ساختگی مصرف محدود بین فردی و بین گروهی دارند.
یکی از مهمترین و پر گویش ترین زبان های ساختگی در حال حاضر زبان الفی کوئنا است که به دست خالق ارباب حلقه ها و هابیت یعنی جی.ار.ار.تالکین ساخته شده و که زبان وسیعی است

## حوزه جغرافیائی پژوهش
زبانهای ساختگی در زبان انگلیسی و برخی زبانهای دیگر جهان هم شناخته شده و در زبان انگلیسی به آن planned language ,constructed language, artificial language یا invented language می‌گویند. در بعضی از شهرها و محلات ایران یا برخی دیگر از کشورها که مورد تحقیق میدانی قرار گرفته‌است اهالی زبان به خصوص کودکان و نوجوانان زبانی را مبتنی بر زبان مادری خود اختراع می‌کنند به گونه‌ای که فقط خودشان از این زبان استفاده می‌کنند و مقصودشان این است که در وقت گفتگو دیگران منظور و مقصود آن‌ها را نفهمند.

## زبان‌های ساختگی اصناف
زبان‌های اصناف هم با هدف سخن گفتن صاحبان صنف بی‌آنکه مشتری از آن سر در بیاورد در گذشته در بازارهای ایران و برخی کشورهای منطقه بسیار رایج بوده‌است. زبان هائی مانند مرغی، زرگری، لامی و سیدی جزو زبانهای ساختگی گروهی و زبانهای مطربی، مسگری، حمامیها، قصابها و درویشهای دوره‌گرد از زبانهای ساختگی صنفی به‌شمار می‌رود.
ساخت زبان‌های ساختگی یک فرایند پیوسته و همیشگی است. یعنی همیشه کسانی هستند که مایلند با استفاده از کلمات به صورتی که دیگری معنای آن را نفهمد مفهوم مورد نظر خود را به فرد دیگری که مقصود او را درک می‌کند منتقل کند.

## گونه‌های زبان ساختگی
زبان‌های ساختگی محدود به گونه‌های زبان گفتاری نبوده شامل زبان نوشتاری هم می‌شود. معروف‌ترین گونه زبان نوشتاری یا خط از این دست خط سیاق
است که سال‌ها در بازارهای ایران رواج داشته و شاید هنوز افرادی قادر به نوشتن و خواندن آن باشند. بازاریان ایران با استفاده از خط سیاق امور حسابداری خود را انجام می‌داده‌اند.

## واژگان زبان ساختگی در زبان رایج عمومی
واژه‌هایی که در قالب زبان ساختگی بین جوانان رایج می‌شود بعد از مدتی رفته رفته به زبان رسمی راه می‌یابد و گاهی به مانند یک واژه اصیل در زبان رسمی جا خوش می‌کند. واژه هائی مانند خیکی، الکی، قاق و مانند آن از همین دست است.